# A Partial Print
A Partial Print är Tiger Lous tredje studioalbum, utgivet 2005 av Startracks. Skivan utgavs även som dubbel-CD, där den andra skivan utgjordes av remixer.
Från skivan släpptes singeln Crushed By a Crowd.

## Låtlista
Alla låtar är skrivna av Rasmus Kellerman.
1. "The More You Give" - 3:44
2. "The Less You Have to Carry" - 6:07
3. "So Demure" - 5:11
4. "Trust Falls" - 3:08
5. "An Atlas of Those Our Own" - 4:52
6. "Odessa" - 5:28
7. "Trails of Spit" - 4:01
8. "Coalitions" - 4:12
9. "Crushed By a Crowd" - 3:53
10. "A Partial Print" - 9:17

### A Partial Print Remixed
1. "The More You Give" (Dead Letters Spell Out Dead Words Remix) - 11:13
2. "The Less You Have to Carry" (Aril Brikha Remix) - 8:10
3. "So Demure" (Özgür Can Remix) - 6:16
4. "Trust Falls" (Error Error Remix) - 6:07
5. "An Atlas of Those Our Own" (BJNilsen Remix) - 3:47
6. "Odessa" (Daso Remix) - 8:25
7. "Trails of Spit" (Opiate Remix) - 3:54
8. "Coalitions" (Grindvik, The Subliminal Kid, Van Rivers Islands & Islets Remix) - 8:22
9. "Crushed By a Crowd" (Mikael Jonasson Remix) - 5:40
10. "A Partial Print" (Bodycode Remix) - 6:31

## Personal
Siffrorna inom parentes indikerar låtnummer.
- Pontus Levahn - trummor
- Rasmus Kellerman - övriga instrument, producent
- Erik Welén - sång (1)
- Anna Landberg Dager - cello (10)
- Mats Lindfors - mastering
- Sean Beavan - mixning
- Rolf Klinth - producent

## Mottagande
Skivan fick ett blandat mottagande när den utkom och snittar på 3,0/5 på Kritiker.se, baserat på femton recensioner.